# غرة (ديلم)
غرة (بالفارسية: گره) هي قرية تقع في قسم ليراوي الأوسط الريفي (مقاطعة ديلم) في إيران. يقدر عدد سكانها بـ 23 نسمة .